# Kathedrale St. Michael (Toronto)

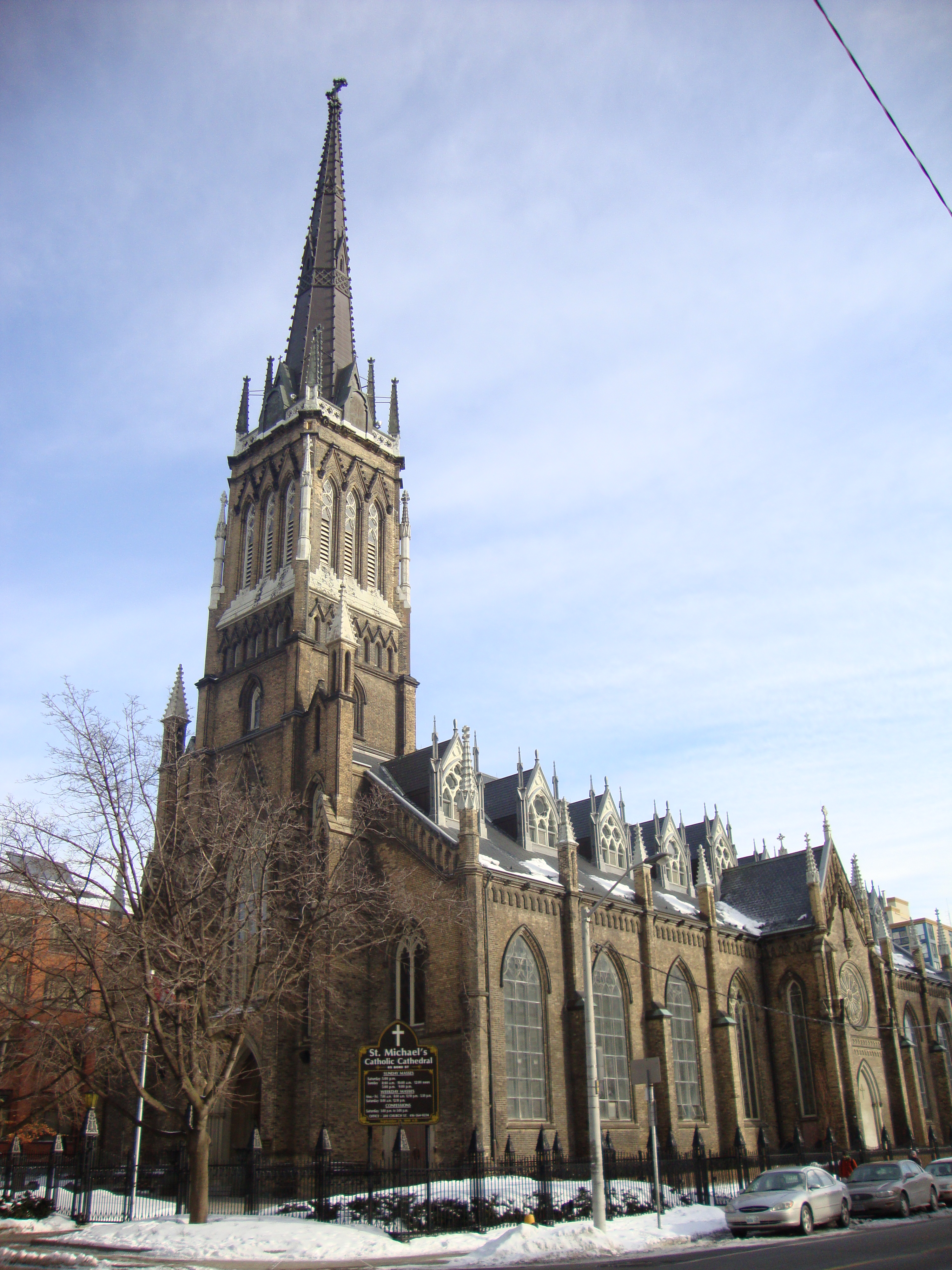
Fassade der Kathedrale

Die Kathedrale St. Michael (englisch St. Michael-Cathedral) ist eine römisch-katholische Kirche in Toronto, Kanada. Die Kathedrale des Erzbistums Toronto mit dem Patrozinium des Erzengels Michael trägt den Titel einer Basilica minor.

## Geschichte
Der Grundstein von St. Michael wurde vier Jahre nach der Schaffung des Bistums Toronto 1845 durch Bischof Power gelegt, dabei wurden Fragmente von York Minster in Anlehnung an den ursprünglichen Namen Torontos verwendet. Der Bau der Kirche wurde vor allem durch irischstämmige Gläubige getragen. Sie ist eine der ältesten Kirchen der Stadt und wurde zusammen mit der Bischofsresidenz vom Architekten William Thomas entworfen, der auch acht andere Kirchen in der Stadt gestaltete.
Bischof Power starb am 1. Oktober 1847 an Typhus, der mit der irischen Einwanderung nach Toronto kam. Sein Begräbnis fand in St. Paul statt und er wurde in der Krypta der unvollendeten St.-Michael-Kathedrale beigesetzt. In der Krypta ist auch ein Mann begraben, der während des Baus vom Dach gefallen war. Die Weihe der Kathedrale an den Erzengel Michael fand am 29. August 1848 statt. Der Innenausbau begann mit dem neuen Bischof Armand-François-Marie de Charbonnel. Der 79 Meter hohe Glockenturm wurde 1866 fertiggestellt. 1880 konnte die Orgel installiert werden.
Im Jahr 1984 besuchte Papst Johannes Paul II. die Kirche. Nach ihrer umfassenden Renovierung 2016 verlieh Papst Franziskus der Kathedrale zusätzlich den Titel einer Basilica minor.

## Architektur

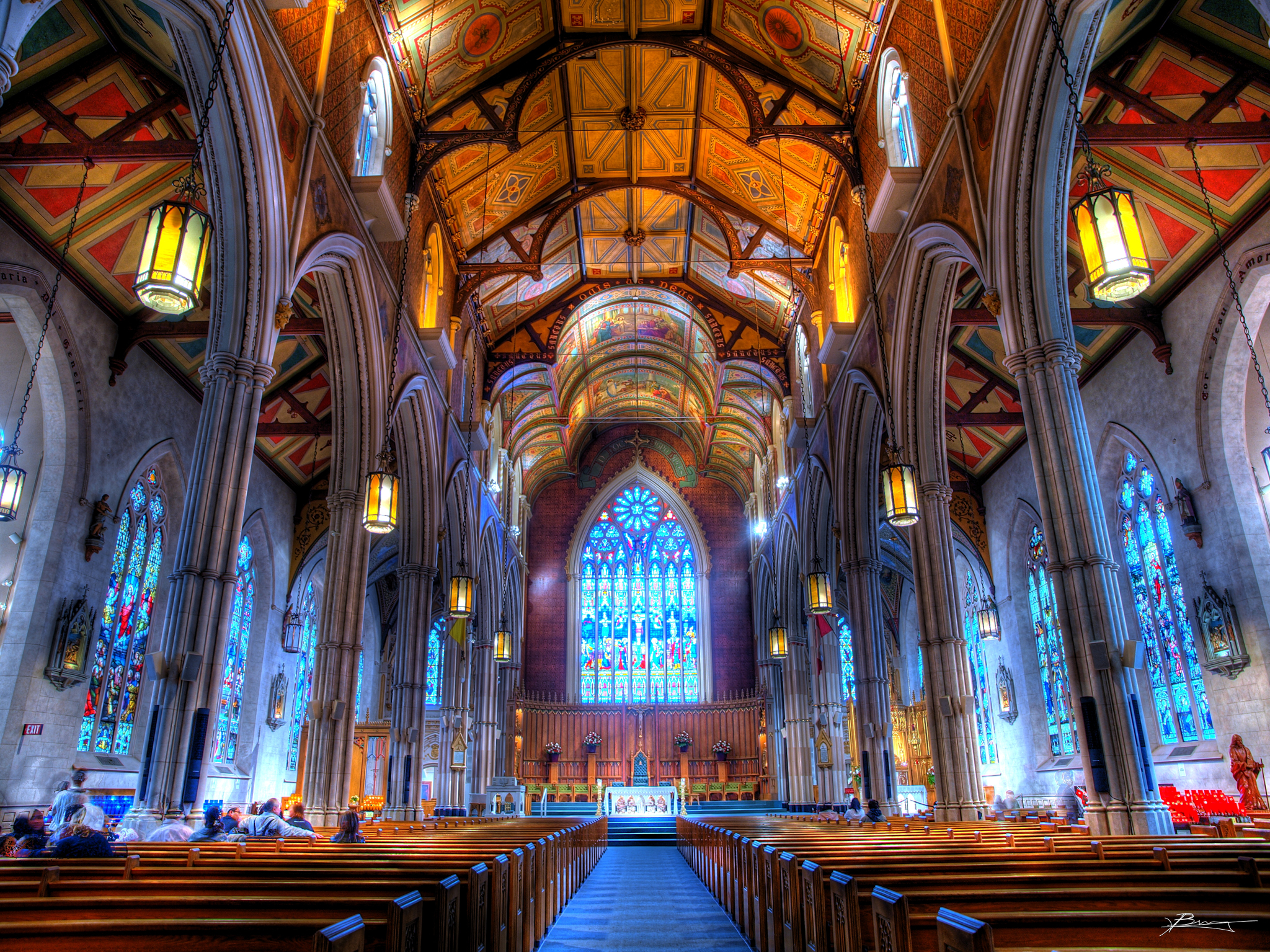
Altaransicht der Kathedrale

Die Kirche wurde geostet am Nordrand der damaligen Innenstadt mit drei Kirchenschiffen bei neun Jochen und einem westseitigen Kirchturm gebaut. Im neugotischen Stil nimmt sie mit ihrer Architektur Elemente der gotische Kathedralen aus dem 13. oder 14. Jahrhundert in England auf. Sie verzichtet aber auf ein Querschiff und die gotischen Strebebögen und Rippengewölbe im Innern, auf der halben Kirchenlänge befinden sich beidseitig Seitenkapellen. Von außen hat das Gebäude ein deutlich gotisches Erscheinungsbild, das sich durch Spitzbögen, stützende Wände, Steinform und scharfe Eisenakzente auszeichnet. Die Außenfassade der Kirche ist geprägt durch cremefarbene Ziegel mit Steinakzenten. In Bezug auf die Form variieren alle Fassaden erheblich. Die Westfassade beherbergt den Haupteingang und den Turm und ist wohl die eindrucksvollste Seite der Kirche. Ein Großteil der Nordfassade ist vom Pfarrhaus und dem Hauptgebäude der St. Michael’s Choir School verdeckt. Die Ostfassade ist zwar nicht so beeindruckend wie die Westfassade, wohl aber die vielfältigste.

## Innenausstattung
Das Hauptschiff mit seinem breiten Mittelgang wird durch die beiden Hauptarkaden zu den Seitenschiffen abgeteilt. Die Arkaden bestehen aus elfenbeinfarbenen Pfeilern mit gemusterten Zwickeln aus Blau und Rot. Sechzehn gusseiserne Laternen hängen von den hohen Gängen, die die Kathedrale erhellen. Die Gemälde, Wandbilder und Vignetten wurden in den 1930er Jahren erstellt.
Im Gegensatz zu vielen der Kathedralen, die während der Neugotik erbaut wurden, hat St. Michael ein reiches und farbenfrohes Interieur, das typisch für die gotischen Kathedralen ist. Die Glasmalerei in der Kathedrale ist aus dem farbintensiveren Antikglas anstelle des verbreiteten Kathedralglas. Das größte Stück Glasmalerei an der Ostseite des Gebäudes wurde 1858 aus Frankreich importiert und von Étienne Thevenot geschaffen, demselben Künstler, der einige der Fenster für Notre Dame und verschiedene andere Kirchen in Paris schuf. Die Buntglasfenster an der Nord- und Südwand stammen aus Österreich und Bayern und wurden Ende des 19. und Anfang des 20. Jahrhunderts anstelle der originalen Klarglasscheibe installiert. Trotz der in vielen der Entwürfe dieser Fenster offensichtlichen gotischen Art sind sie tatsächlich neobarock im Stil.